# Dar Daouletli
Le Dar Daouletli ou Dar Rachidia est un palais de la médina de Tunis. Il accueille de nos jours le siège de la Rachidia.

## Localisation
Ce palais est situé sur la rue Driba, à proximité de la rue Sidi Ben Arous.

## Histoire
La demeure est construite au XVIIe siècle. Elle porte le nom de son ancien habitant, le daouletli (mot turc dérivé du mot arabe daoula qui signifie « gouvernement ») ou dey, dont les prérogatives ont progressivement été réduites sous la régence et le beylicat de Tunis.
Le palais est classé monument historique le 19 octobre 1992.
Le 21 février 2017, l'ambassadeur de Turquie en Tunisie, Ömer Faruk Doğan, annonce l'ouverture d'un centre culturel turc, baptisé Centre Yunus-Emre, dans le bâtiment,.

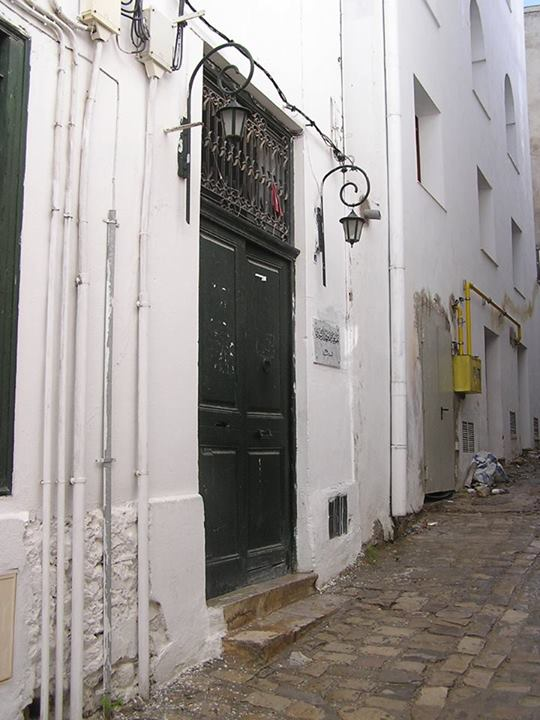
Entrée du Dar Daouletli.
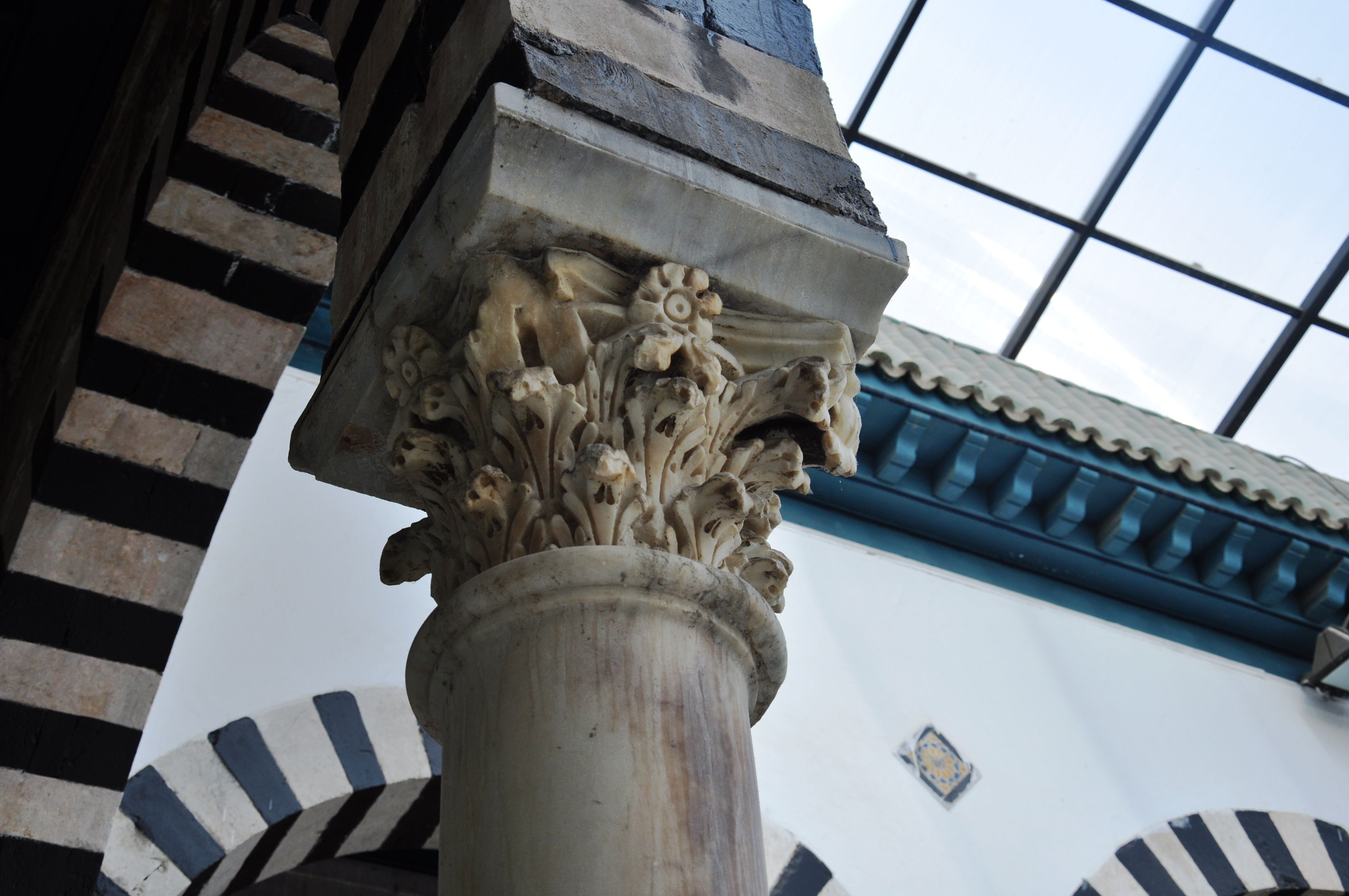
Chapiteau dans le patio.
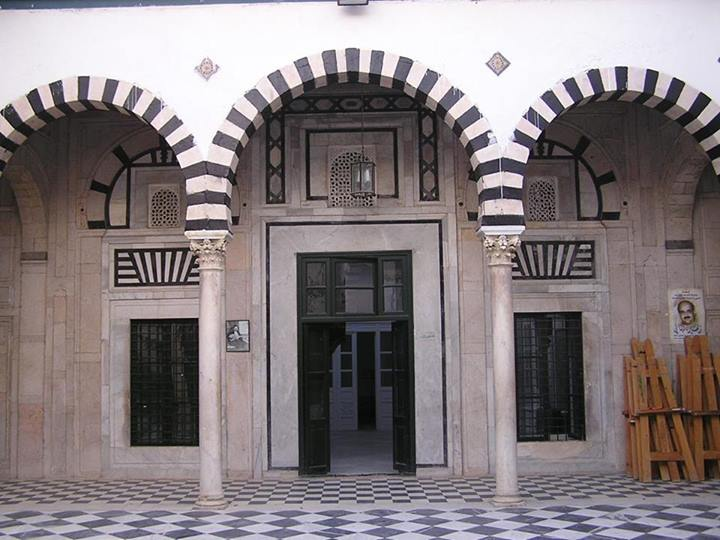
Façade nord du patio.
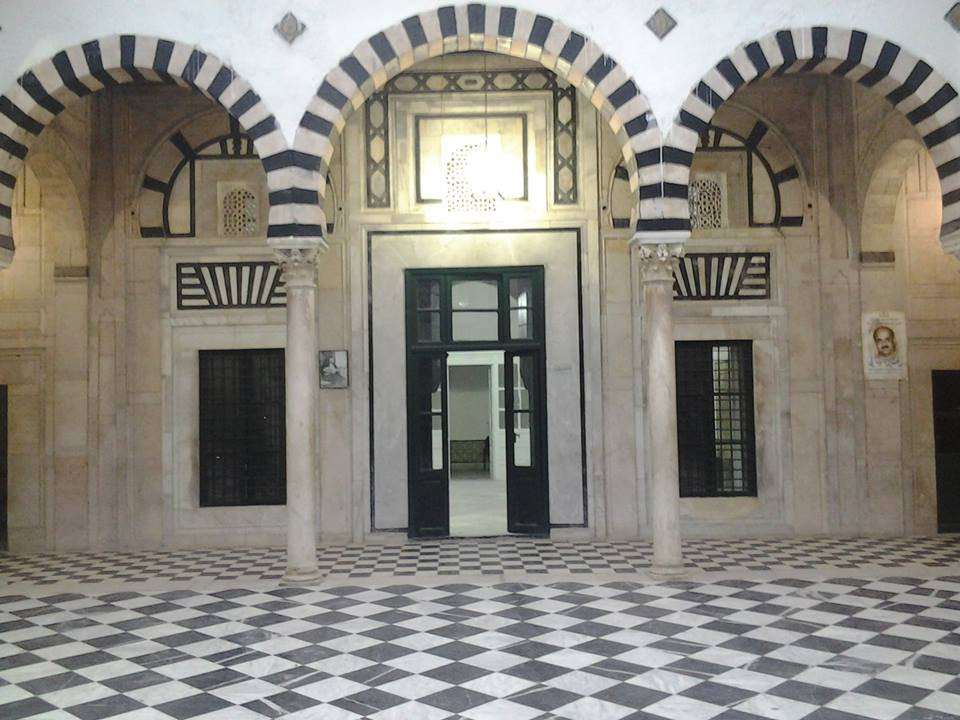
Façade sud du patio.
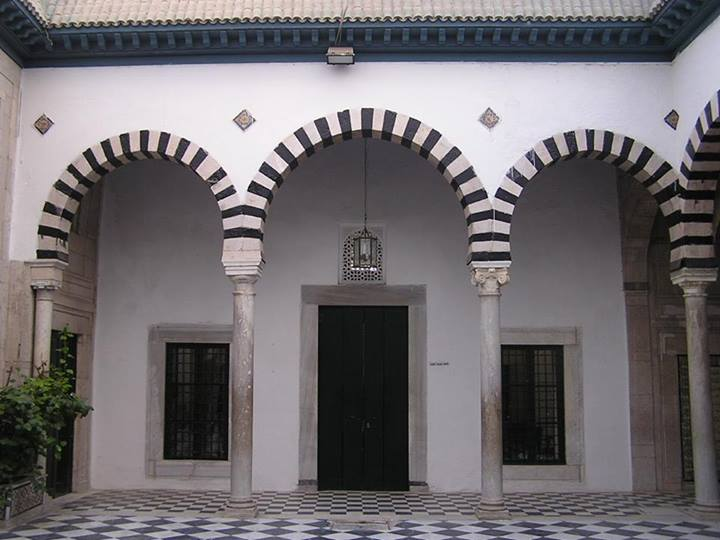
Façade ouest du patio.
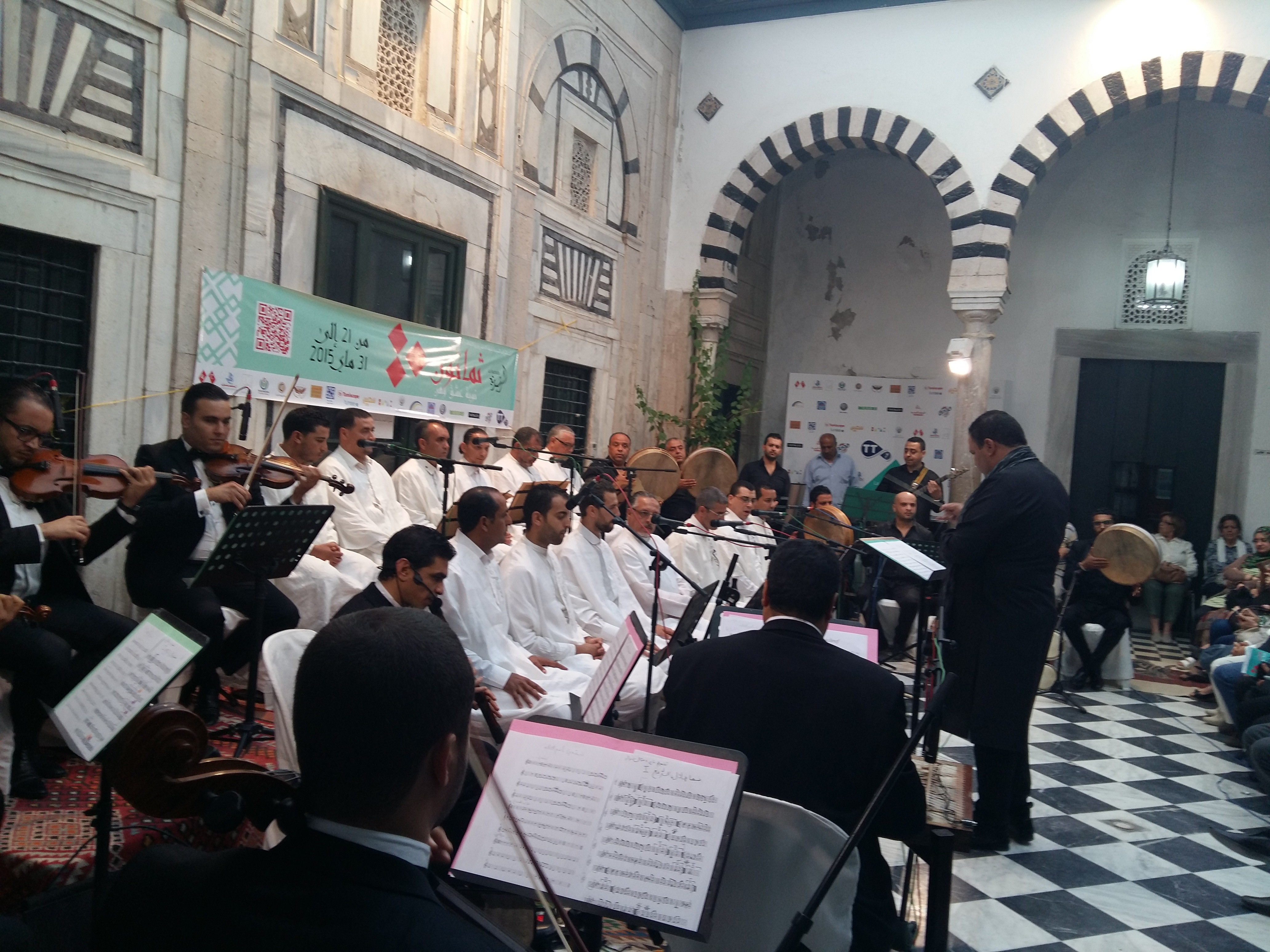
Concert dans le patio du Dar Daouletli.